# Wikipédia en samogitien
Wikipédia en samogitien (en samogitien : Žemaitėška Vikipedėjė) est l’édition de Wikipédia en samogitien, langue balte orientale, proche du lituanien parlée en Samogitie en Lituanie. L'édition est lancée le 22 décembre 2006. Son code est : bat-smg, bien que le code ISO 639-3 dédié pour le samogitien soit « sgs ».
Au 21 mars 2025, l'édition en samogitien contient 17 267 articles et compte 27 442 contributeurs, dont 37 contributeurs actifs et 4 administrateurs.

## Présentation

Aire de diffusion du samogitien et de ses dialectes en Lituanie.

## Statistiques
- En février 2009, l'édition en samogitien compte quelque 7 900 articles et 1 800 utilisateurs enregistrés.
- Le 30 octobre 2022, elle contient 17 135 articles et compte 24 410 contributeurs, dont 36 contributeurs actifs et 5 administrateurs.
- Le 7 septembre 2024, elle contient 17 232 articles et compte 26 777 contributeurs, dont 30 contributeurs actifs et 4 administrateurs.